# Braç de Sagitari

Esquema de la Via Làctia coneguda; el braç de Sagitari està indicat en vermell

El Braç de Sagitari (també conegut com a Braç Carina - Sagitari) és un dels braços de l'espiral de la via Làctia.
Cada braç de l'espiral és un corrent llarg i difús d'estrelles que parteix del centre galàctic, en aquest cas, de la Via Làctia. És un dels més extensos, i alhora el braç més intern respecte del Sol. S'origina al costat oposat de la galàxia, dirigint-se en la direcció de la constel·lació de Cigne interposant-se entre nosaltres i el centre galàctic. Després es dirigeix en la direcció de la constel·lació de Centaure, per finalment anar a l'altre costat de la galàxia. Aquest darrer tram és conegut com el Braç de la Carina, ja que resulta ben visible en la constel·lació de la Carina; gran part dels objectes de la Carina pertanyen a aquest braç de l'espiral.
La part més densa cau en direcció a la constel·lació de Sagitari, de la que pren el nom; aquest braç és també responsable de l'enfosquiment del centre galàctic, vist des de la Terra.

## Objectes
Molts dels objectes observables entre Cigne, Sagitari i Carina pertanyen a aquest brac, entre ells:
- M8, la Nebulosa de la LLacuna;
- M11, Cúmul de l'ànec salvatge;
- M16, la Nebulosa de l'Àliga;
- M17, la nebulosa Omega;
- M18, un cúmul obert;
- M20, la Nebulosa Trífida
- M21, un cúmul obert;
- M24, Núvol estel·lar de Sagitari;
- M26, un cúmul obert;
- M55, un cúmul globular;
- Nebulosa de la Quilla, la Nebulosa d'Eta Carinae.